# 215 км
215 км — разъезд (тип населённого пункта) в Елецком районе Липецкой области России. Входит в состав Сокольского сельского поселения

## География
Разъезд находится на железнодорожной станции Соколье.
На юге граничит с посёлком Лукошкинский Задонского района Липецкой области.

## История
Населённый пункт появился при строительстве железной дороги. В селении жили семьи тех, кто обслуживал железнодорожную инфраструктуру разъезда. 

## Население
| 2010 |
| ---- |
| 13   |

## Транспорт
Автомобильный и железнодорожный транспорт. 
Остановка электрички на линии Касторная-Новая — Елец.
В 4 км к югу  федеральная трасса М4 Дон. 